# Mercenaires roumains en RDC
Les Mercenaires roumains en RDC (République démocratique du Congo) sont du personnel paramilitaire, recrutés par des sociétés privées sous contrat avec l'armée régulière congolaise, les FARDC, et capturés lors de la prise de la ville de Goma en fin janvier 2025. 
Ils se présentent comment étant des instructeurs en appui aux forces armées régulières de RDC.

## Description et activités
Près de 1000 paramilitaires sont recensés, sous contrats avec 2 sociétés. Essentiellement originaires d'Europe de l'Est, plusieurs se présentent comme venant de Roumanie. 800 ou 900 hommes sont sous contrat de la Ralf et sont d'anciens membres de la Légion étrangère française. Le Franco-Roumain Horațiu Potra, lui aussi ancien de la Légion étrangère française, dirige ce groupe allié de l’armée congolaise. En novembre 2022, Ralf a signé des accords avec le gouvernement de la république démocratique du Congo, par l'intermédiaire de la société Congo Protection. Des centaines d'anciens militaires et policiers sont recrutés en Roumanie, des ingénieurs et des mécaniciens en Biélorussie et en Bulgarie, des pilotes en Algérie.  
La vingtaine d'autres auxiliaires étrangers, est employé par Agemira, enregistrée en Bulgarie et fondée par le Français Olivier Bazin. Ils sont chargés de la maintenance et font commerce d'équipements militaires. Olivier Bazin, connu comme « colonel Mario », est actif dans les réseaux de la Françafrique depuis le milieu des années 1990, avec le négoce et l'influence auprès des dirigeants africains.  
En 2022, Agemira signe un contrat avec Kinshasa pour la remise en état de la flotte aérienne congolaise, deux Soukhoï russes et trois hélicoptères, ainsi que de quelques pistes d'aéroports, mais surtout pour conseiller l'état-major à Goma sur l'organisation et la stratégie militaire à conduire face aux rebelles du M23.  
Lors d'un échange avec Willy Ngoma, à la traversée de la frontière, un des paramilitaires se déclare d'origine française.   
Ils sont armés, ont été déployés dans la ville et ont conduit des troupes à bord de véhicules militaires congolais.

## 5 000 usd contre 100 usd de solde aux soldats locaux
La presse affirme que les environs 288 mercenaires ont des contrats à 5 000 usd par mois; en comparaison des 100 dollars de solde des soldats locaux,. Congo Protection est le partenaire congolais à Goma de Horatiu Potra.
Lors de négociations, les diplomates roumains présentent ces hommes comme des employés privés de Congo protection et sous contrat avec des instances telles Asociatia RALF au service et obtiennent, via le Rwanda, leur retour en Roumanie.

## Chute et rapatriement
Avec la chute de Goma, le 29 janvier 2025, trois jours après l’entrée du M23 et de ses alliés, les roumains se sont réfugiés dans une base de l'ONU. Ils sont transportés via Giseyni vers Kigali pour être rapatriés en Roumanie.